# Forêt nationale du Nebraska
La forêt nationale du Nebraska est une forêt fédérale protégée située dans l'État du Nebraska, aux États-Unis. Elle a été créée en 1902 et s'étend sur une surface de 575 km2.
Le Trooper Trail est l'un des sentiers de randonnée qui la parcourent. Il est classé National Recreation Trail depuis 1979.

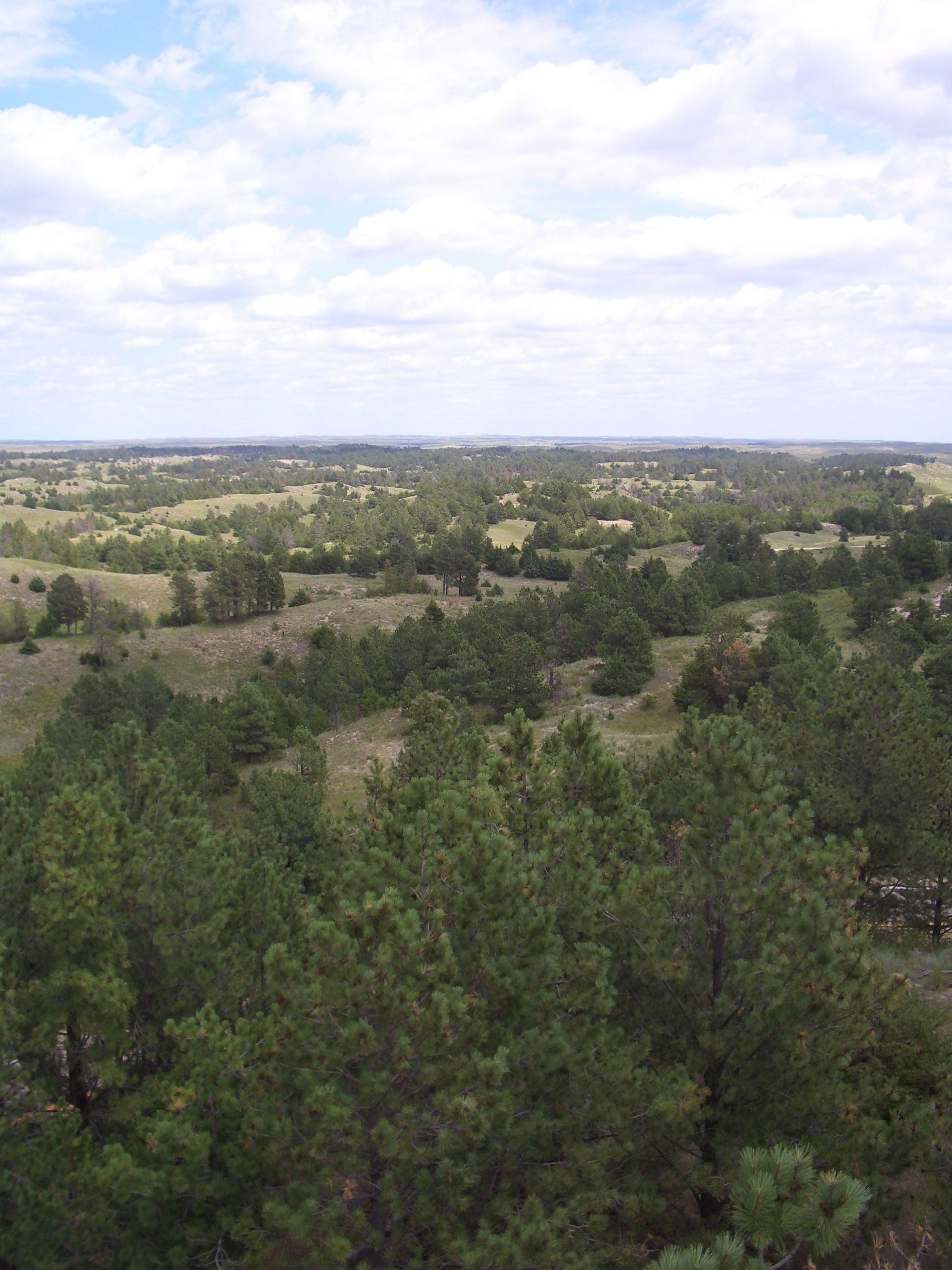
Bessey Ranger Districté